# Salve, Apulien
Salve är en ort och kommun i provinsen Lecce i regionen Apulien i Italien. Kommunen hade 4 561 invånare (2017).